# Contrat de vie commune
En droit québécois, un contrat de vie commune est un contrat entre conjoints de fait qui veulent régler les aspects financiers de leur vie commune tout en choisissant de ne pas se marier. 
Un contrat de vie commune peut contribuer à éviter la ruine économique pour certains conjoints de fait en cas de rupture, qui n'ont pas les mêmes protections et recours que les personnes mariées en vertu des règles du Code civil du Québec, tels que le patrimoine familial, la société d'acquêts, le paiement compensatoire, la prestation compensatoire, le partage inégal, l'attribution de propriété, l'attribution de bail, les devoirs des époux, le recours personnel entre époux, la protection de la résidence familiale, l'obligation alimentaire entre conjoints, la somme globale, la survie de l'obligation alimentaire, la pension provisoire, la provision pour frais, le devoir d'information réciproque, les recours successoraux et les recours de la Loi sur le divorce, entre autres.
Le contrat de vie commune est souvent vu comme étant une particularité de la culture québécoise parce que les autres provinces canadiennes prévoient un mariage de fait après un certain nombre d'années, et la question de stipuler des protections contractuelles pour les conjoints de fait ne s'est jamais posée de la même façon qu'elle s'est posée au Québec.  

## Contenu
Selon le site web d'information juridique Inform'elle, le contrat de vie commune peut contenir les informations suivantes : 

« Plus précisément, il peut entre autres :
Préciser la valeur exacte des avoirs de chacun :
- Faire une liste de tous les biens
- Indiquer leur valeur
- Indiquer le nom du propriétaire
Préciser la contribution de chacun :
- Les charges du ménage
- La responsabilité de chacun face aux dettes et dépenses
Prévoir les modalités en cas de rupture :
- Prévoir une pension alimentaire pour conjoint
- Prévoir le partage de la Régie des rentes du Québec sans le consentement du conjoint
- Prévoir le partage des biens
- Énoncer le mécanisme de partage de la résidence familiale »